# 邁爾祖格省
邁爾祖格省（阿拉伯语：‎）是利比亞的一個省，位於該國南部，東南臨查德，西南與尼日接壤。面積349,790平方公里。2003年人口68,718人。首府邁爾祖格。
1. ↑  . statoids.com.   [27 October 2009].